# Wilhelm Sieben
Wilhelm Sieben (* 29. April 1881 in Landau in der Pfalz; † 23. August 1971 in München) war ein deutscher Dirigent.

## Leben
Um wie sein Vater Jurist zu werden, studierte Sieben zunächst Rechtswissenschaft an der Ludwig-Maximilians-Universität München. Als Violinist vorgebildet, wechselte er 1900 zur Münchener Königlichen Akademie der Tonkunst, an der er Schüler von Josef Gabriel Rheinberger und Ludwig Thuille wurde. 1903 ging Sieben als Geiger nach Prag zu Otakar Ševčík, kehrte 1904 nach München zurück und beendete das Musikstudium 1905 an der Akademie bei Felix Berber. Nach dem Examen erhielt er dort sofort eine Stelle als Violinlehrer bis 1918. Während dieser Tätigkeit gründete er ein Streichquartett, mit dem er besonders die moderneren Werke jüngerer Komponisten aufführte.
Von Felix Mottl beeinflusst und gefördert wurde er von Bruno Walter in die Dirigentenlaufbahn gestoßen, indem er ihn nach Königsberg empfahl. Ostpreußens Provinzialhauptstadt berief ihn 1918 als Dirigenten der Sinfoniekonzerte und der Singakademie.
1920 wurde er Städtischer Musikdirektor in Dortmund. Fast gleichzeitig übernahm er auch die künstlerische Leitung des Dortmunder Musikvereins. Mit der Aufführung der Großen Messe f-Moll und des Te Deum wurde am 2. April 1933 das Anton-Bruckner-Fest gefeiert. Im September 1936 dirigierte Sieben die 9. Sinfonie (Beethoven). 1937 wurde er Generalmusikdirektor der Dortmunder Philharmoniker. Im März 1946 führte er das Requiem (Mozart) auf.
20 Jahre nach seiner Pensionierung starb Sieben im Alter von 90 Jahren in München.